# Eusterinx similis
Eusterinx similis är en stekelart som beskrevs av Rossem 1991. Eusterinx similis ingår i släktet Eusterinx och familjen brokparasitsteklar. Inga underarter finns listade i Catalogue of Life.